# Tirreno-Adriático 2015
50. edycja wyścigu kolarskiego Tirreno-Adriático odbywa się od 11 do 17 marca 2015 roku. Liczy siedem etapów, o łącznym dystansie 993,4 km. Wyścig figuruje w rankingu światowym UCI World Tour 2015.

## Uczestnicy
Na starcie wyścigu stanęły 22 drużyny. Wśród nich znalazło się wszystkie siedemnaście ekip UCI World Tour 2015 oraz pięć innych zaproszonych przez organizatorów.
| Numery  | Kod | Drużyna           |
| ------- | --- | ----------------- |
| 1-8     | TTS | Team Tinkoff-Saxo |
| 11-18   | ALM | Ag2r-La Mondiale  |
| 21-28   | AST | Pro Team Astana   |
| 31-38   | BAR | Bardiani CSF      |
| 41-48   | BMC | BMC Racing Team   |
| 51-58   | BOA | Bora-Argon 18     |
| 61-68   | COL | Team Colombia     |
| 71-78   | EQS | Etixx-Quick Step  |
| 81-88   | FDJ | FDJ.fr            |
| 91-98   | IAM | IAM Cycling       |
| 101-108 | LAM | Lampre-Merida     |

| Numery  | Kod | Drużyna                  |
| ------- | --- | ------------------------ |
| 111-118 | LTS | Lotto Soudal             |
| 121-128 | MOV | Movistar Team            |
| 131-138 | MTN | MTN-Qhubeka              |
| 141-148 | OGE | Orica-GreenEDGE          |
| 151-158 | TCG | Team Cannondale - Garmin |
| 161-168 | EUC | Team Europcar            |
| 171-178 | GIA | Team Giant-Alpecin       |
| 181-188 | KAT | Team Katusha             |
| 191-198 | LTJ | Team LottoNL - Jumbo     |
| 201-208 | SKY | Team Sky                 |
| 211-218 | TRE | Trek Factory Racing      |

## Etapy
| Etap | Data     | Start - Meta                | km  | Typ | Zwycięzca etapu   | Lider             |
| ---- | -------- | --------------------------- | --- | --- | ----------------- | ----------------- |
| 1.   | 11 marca | Lido di Camaiore            | 5,4 | ITT | Adriano Malori    | Adriano Malori    |
| 2.   | 12 marca | Camaiore > Cascina          | 153 |     | Jens Debusschere  | Adriano Malori    |
| 3.   | 13 marca | Cascina > Arezzo            | 203 |     | Greg Van Avermaet | Greg Van Avermaet |
| 4.   | 14 marca | Indicatore > Castelraimondo | 218 |     | Wout Poels        | Wout Poels        |
| 5.   | 15 marca | Amatrice > Guardiagrele     | 194 |     | Nairo Quintana    | Nairo Quintana    |
| 6.   | 16 marca | Rieti > Porto Sant’Elpidio  | 210 |     | Peter Sagan       | Nairo Quintana    |
| 7.   | 17 marca | San Benedetto del Tronto    | 10  | ITT | Fabian Cancellara | Nairo Quintana    |

### Etap 1. - 11.03: Lido di Camaiore, 5,4 km
| #   | Zawodnik           | Zespół | Czas   |
| --- | ------------------ | ------ | ------ |
| 1   | Adriano Malori     | MOV    | 6' 04" |
| 2   | Fabian Cancellara  | TRE    | + 1"   |
| 3   | Greg Van Avermaet  | BMC    | + 2"   |
|     |                    |        |        |
| 4   | Maciej Bodnar      | TCS    | + 2"   |
| 124 | Przemysław Niemiec | LAM    | + 29"  |
| 127 | Bartosz Huzarski   | BOA    | + 30”  |

| #   | Zawodnik           | Zespół | Czas   |
| --- | ------------------ | ------ | ------ |
| 1   | Adriano Malori     | MOV    | 6' 04" |
| 2   | Fabian Cancellara  | TRE    | + 1"   |
| 3   | Greg Van Avermaet  | BMC    | + 2"   |
|     |                    |        |        |
| 4   | Maciej Bodnar      | TCS    | + 2"   |
| 124 | Przemysław Niemiec | LAM    | + 29"  |
| 127 | Bartosz Huzarski   | BOA    | + 30”  |

### Etap 2. - 12.03: Camaiore > Cascina, 153 km
| #   | Zawodnik           | Zespół | Czas       |
| --- | ------------------ | ------ | ---------- |
| 1   | Jens Debusschere   | LTS    | 3h 30' 18" |
| 2   | Peter Sagan        | TCS    | + 0"       |
| 3   | Sam Bennett        | BOA    | + 0"       |
|     |                    |        |            |
| 27  | Maciej Bodnar      | TCS    | + 0"       |
| 88  | Przemysław Niemiec | LAM    | + 0"       |
| 165 | Bartosz Huzarski   | BOA    | + 5' 31”   |

| #   | Zawodnik           | Zespół | Czas       |
| --- | ------------------ | ------ | ---------- |
| 1   | Adriano Malori     | MOV    | 3h 36' 22" |
| 2   | Peter Sagan        | TCS    | + 0"       |
| 3   | Fabian Cancellara  | TRE    | + 1"       |
|     |                    |        |            |
| 6   | Maciej Bodnar      | TCS    | + 2"       |
| 110 | Przemysław Niemiec | LAM    | + 29"      |
| 166 | Bartosz Huzarski   | BOA    | + 6' 01”   |

### Etap 3. - 13.03: Cascina > Arezzo, 203 km
| #   | Zawodnik           | Zespół | Czas       |
| --- | ------------------ | ------ | ---------- |
| 1   | Greg Van Avermaet  | BMC    | 4h 58' 17" |
| 2   | Peter Sagan        | TCS    | + 0"       |
| 3   | Zdeněk Štybar      | EQS    | + 0"       |
|     |                    |        |            |
| 62  | Przemysław Niemiec | LAM    | + 0"       |
| 140 | Bartosz Huzarski   | BOA    | + 2' 02"   |
| 141 | Maciej Bodnar      | TCS    | + 2' 02”   |

| #   | Zawodnik           | Zespół | Czas       |
| --- | ------------------ | ------ | ---------- |
| 1   | Greg Van Avermaet  | BMC    | 8h 34' 31" |
| 2   | Peter Sagan        | TCS    | + 2"       |
| 3   | Adriano Malori     | MOV    | + 8"       |
|     |                    |        |            |
| 53  | Przemysław Niemiec | LAM    | + 37"      |
| 123 | Maciej Bodnar      | TCS    | + 2' 12"   |
| 164 | Bartosz Huzarski   | BOA    | + 8' 11”   |

### Etap 4. - 14.03: Indicatore > Castelraimondo, 218 km
| #   | Zawodnik           | Zespół | Czas       |
| --- | ------------------ | ------ | ---------- |
| 1   | Wout Poels         | SKY    | 5h 53' 38" |
| 2   | Rigoberto Urán     | EQS    | + 14"      |
| 3   | Joaquim Rodríguez  | KAT    | + 14"      |
|     |                    |        |            |
| 13  | Przemysław Niemiec | LAM    | + 14"      |
| 102 | Maciej Bodnar      | TCS    | + 13' 41"  |
| 140 | Bartosz Huzarski   | BOA    | + 13' 41”  |

| #   | Zawodnik           | Zespół | Czas        |
| --- | ------------------ | ------ | ----------- |
| 1   | Wout Poels         | SKY    | 14h 28' 18" |
| 2   | Rigoberto Urán     | EQS    | + 17"       |
| 3   | Steve Cummings     | MTN    | + 26"       |
|     |                    |        |             |
| 13  | Przemysław Niemiec | LAM    | + 42"       |
| 116 | Maciej Bodnar      | TCS    | + 15' 03"   |
| 153 | Bartosz Huzarski   | BOA    | + 21' 43”   |

### Etap 5. - 15.03: Amatrice > Guardiagrele, 194 km
| #   | Zawodnik           | Zespół | Czas       |
| --- | ------------------ | ------ | ---------- |
| 1   | Nairo Quintana     | MOV    | 5h 26' 03" |
| 2   | Bauke Mollema      | TRE    | + 41"      |
| 3   | Joaquim Rodríguez  | KAT    | + 55"      |
|     |                    |        |            |
| 9   | Przemysław Niemiec | LAM    | + 1' 05"   |
| 129 | Maciej Bodnar      | TCS    | + 26' 41"  |
| 159 | Bartosz Huzarski   | BOA    | + 34' 35”  |

| #   | Zawodnik           | Zespół | Czas        |
| --- | ------------------ | ------ | ----------- |
| 1   | Nairo Quintana     | MOV    | 19h 54' 45" |
| 2   | Bauke Mollema      | TRE    | + 39"       |
| 3   | Rigoberto Urán     | EQS    | + 48"       |
|     |                    |        |             |
| 13  | Przemysław Niemiec | LAM    | + 1' 23"    |
| 122 | Maciej Bodnar      | TCS    | + 41' 20"   |
| 157 | Bartosz Huzarski   | BOA    | + 56' 10”   |

### Etap 6. - 16.03: Rieti > Porto Sant’Elpidio, 210 km
| #  | Zawodnik           | Zespół | Czas       |
| -- | ------------------ | ------ | ---------- |
| 1  | Peter Sagan        | TCS    | 5h 04' 13" |
| 2  | Gerald Ciolek      | MTN    | + 0"       |
| 3  | Jens Debusschere   | LTS    | + 0"       |
|    |                    |        |            |
| 31 | Bartosz Huzarski   | BOA    | + 0"       |
| 46 | Przemysław Niemiec | LAM    | + 0"       |
| 79 | Maciej Bodnar      | TCS    | + 1' 28”   |

| #   | Zawodnik           | Zespół | Czas        |
| --- | ------------------ | ------ | ----------- |
| 1   | Nairo Quintana     | MOV    | 24h 58' 58" |
| 2   | Bauke Mollema      | TRE    | + 39"       |
| 3   | Rigoberto Urán     | EQS    | + 48"       |
|     |                    |        |             |
| 13  | Przemysław Niemiec | LAM    | + 1' 23"    |
| 99  | Maciej Bodnar      | TCS    | + 42' 48"   |
| 130 | Bartosz Huzarski   | BOA    | + 56' 10”   |

### Etap 7. - 17.03: San Benedetto del Tronto, 10 km
| #   | Zawodnik           | Zespół | Czas     |
| --- | ------------------ | ------ | -------- |
| 1   | Fabian Cancellara  | TRE    | 11' 23"  |
| 2   | Adriano Malori     | MOV    | + 4"     |
| 3   | Wasil Kiryjenka    | SKY    | + 9"     |
|     |                    |        |          |
| 5   | Maciej Bodnar      | TCS    | + 16"    |
| 50  | Przemysław Niemiec | LAM    | + 55"    |
| 106 | Bartosz Huzarski   | BOA    | + 1' 28” |

| #   | Zawodnik           | Zespół | Czas        |
| --- | ------------------ | ------ | ----------- |
| 1   | Nairo Quintana     | MOV    | 25h 11' 16" |
| 2   | Bauke Mollema      | TRE    | + 18"       |
| 3   | Rigoberto Urán     | EQS    | + 31"       |
|     |                    |        |             |
| 12  | Przemysław Niemiec | LAM    | + 1' 23"    |
| 97  | Maciej Bodnar      | TCS    | + 42' 09"   |
| 129 | Bartosz Huzarski   | BOA    | + 56' 43”   |

## Liderzy klasyfikacji po etapach
| Etap                 | Zwycięzca            | Klasyfikacja generalna | Klasyfikacja punktowa | Klasyfikacja górska | Klasyfikacja młodzieżowa | Klasyfikacja drużynowa |
| -------------------- | -------------------- | ---------------------- | --------------------- | ------------------- | ------------------------ | ---------------------- |
| 1.                   | Adriano Malori       | Adriano Malori         | Adriano Malori        | -                   | Peter Sagan              | BMC Racing Team        |
| 2                    | Jens Debusschere     | Adriano Malori         | Jens Debusschere      | Danilo Wyss         | Peter Sagan              | BMC Racing Team        |
| 3                    | Greg Van Avermaet    | Greg Van Avermaet      | Peter Sagan           | Danilo Wyss         | Peter Sagan              | Movistar Team          |
| 4                    | Wout Poels           | Wout Poels             | Peter Sagan           | Carlos Quintero     | Thibaut Pinot            | Team Sky               |
| 5                    | Nairo Quintana       | Nairo Quintana         | Peter Sagan           | Carlos Quintero     | Nairo Quintana           | Team Katusha           |
| 6                    | Peter Sagan          | Nairo Quintana         | Peter Sagan           | Carlos Quintero     | Nairo Quintana           | Team Katusha           |
| 7                    | Fabian Cancellara    | Nairo Quintana         | Peter Sagan           | Carlos Quintero     | Nairo Quintana           | Team Katusha           |
| Klasyfikacja końcowa | Klasyfikacja końcowa | Nairo Quintana         | Peter Sagan           | Carlos Quintero     | Nairo Quintana           | Team Katusha           |

## Klasyfikacje końcowe

### Klasyfikacja generalna
|    | Zawodnik           | Zespół              | Czas        |
| -- | ------------------ | ------------------- | ----------- |
| 1  | Nairo Quintana     | Movistar Team       | 25h 11' 16" |
| 2  | Bauke Mollema      | Trek Factory Racing | + 18"       |
| 3  | Rigoberto Urán     | Etixx-Quick Step    | + 31"       |
| 4  | Thibaut Pinot      | FDJ.fr              | + 35″       |
| 5  | Alberto Contador   | Team Tinkoff-Saxo   | + 39″       |
| 6  | Steve Cummings     | MTN-Qhubeka         | + 40"       |
| 7  | Wout Poels         | Team Sky            | + 56"       |
| 8  | Domenico Pozzovivo | Ag2r-La Mondiale    | + 59"       |
| 9  | Adam Yates         | Orica-GreenEDGE     | + 1' 09"    |
| 10 | Roman Kreuziger    | Team Tinkoff-Saxo   | + 1' 11"    |
|    |                    |                     |             |
| 12 | Przemysław Niemiec | Lampre-Merida       | + 1' 23"    |
| 97 | Maciej Bodnar      | Team Tinkoff-Saxo   | + 42' 09"   |
| 89 | Bartosz Huzarski   | Bora-Argon 18       | + 56' 43"   |

|    | Zawodnik          | Zespół            | Punkty |
| -- | ----------------- | ----------------- | ------ |
| 1  | Peter Sagan       | Team Tinkoff-Saxo | 32     |
| 2  | Jens Debusschere  | Lotto Soudal      | 20     |
| 3  | Rigoberto Urán    | Etixx-Quick Step  | 19     |
| 4  | Greg Van Avermaet | BMC Racing Team   | 18     |
| 5  | Joaquim Rodríguez | Team Katusha      | 16     |
|    |                   |                   |        |
| 56 | Maciej Bodnar     | Team Tinkoff-Saxo | 1      |

|   | Zawodnik         | Zespół           | Punkty |
| - | ---------------- | ---------------- | ------ |
| 1 | Carlos Quintero  | Team Colombia    | 21     |
| 2 | Danilo Wyss      | BMC Racing Team  | 18     |
| 3 | Nairo Quintana   | Movistar Team    | 15     |
| 4 | Mathew Hayman    | Orica-GreenEDGE  | 15     |
| 5 | Matteo Montaguti | Ag2r-La Mondiale | 13     |

|   | Zawodnik       | Zespół                   | Czas        |
| - | -------------- | ------------------------ | ----------- |
| 1 | Nairo Quintana | Movistar Team            | 25h 11′ 16″ |
| 2 | Thibaut Pinot  | FDJ.fr                   | + 35″       |
| 3 | Adam Yates     | Orica-GreenEDGE          | + 1' 09"    |
| 4 | Davide Formolo | Team Cannondale - Garmin | + 6' 41"    |
| 5 | Louis Meintjes | MTN-Qhubeka              | + 15' 12"   |

|   | Zespół            | Czas        |
| - | ----------------- | ----------- |
| 1 | Team Katusha      | 75h 02′ 02″ |
| 2 | Team Sky          | + 37"       |
| 3 | Movistar Team     | + 43"       |
| 4 | Team Tinkoff-Saxo | + 6' 11"    |
| 5 | Ag2r-La Mondiale  | + 6' 41"    |